# Tanja Kokeza
Tanja Kokeza (1943.) je bivša hrvatska tenisačica iz Splita. Kćer je poznatog Hajdukovog nogometaša Ljube Kokeze. 

## Životopis
Višestruka je prvakinja u tenisu u mlađim i seniorskim uzrastnim kategorijama. Tenisom se je kao igračica bavila 16 godina, od 1957. do 1972. godine. Igračku je karijeru započela u Splitu u Tenis klubu Splitu. Dobila je stipendiju te je otišla u Zagreb. U Zagrebu je igrala za Tenis klub Mladost, s kojom je osvojila nekoliko naslova. Diplomirala je na Fakultetu za fizičku kulturu. Nakon što je prestala s aktivnom igračkom karijerom, otišla je u SR Njemačku. Ondje je radila u poznatom teniskom kampu od 1974. do 1985., a poslije je otvorila vlastitu tenisku školu za djecu. Danas živi i radi u Hamburgu.
Godinu dana okušala se i u estradnim vodama. Počela je kao gošća Miše Kovača u televizijskoj emisiji Sportaši pjevaju. S njim je poslije zajedno pjevala i nastupala narednu godinu, a potom je zbog neslaganja s mračnom stranom estrade i velike strasti k športu u potpunosti posvetila športu.

## Uspjesi
- prvakinja Jugoslavije: 3 puta
- prvakinja Hrvatske: 10 puta

## Diskografija
- 1971.: singlica Što je to s nama/Do sutra[1]

## Nagrade i priznanja
- 1960.: najbolja športašica Dalmacije u izboru Slobodne Dalmacije
- 1961.: najbolja športašica Hrvatske u izboru Sportskih novosti